# Fadime Tuncer
Fadime Tuncer (* 8. August 1969 in Sivas, Türkei) ist eine deutsche Politikerin (Bündnis 90/Die Grünen). Sie ist seit 2022 Abgeordnete im Landtag von Baden-Württemberg.

## Leben
Tuncer wuchs die ersten sechs Lebensjahre im türkischen Sivas auf. Ihr Vater war bereits ab 1970 als Gastarbeiter bei Mercedes-Benz in Deutschland; ihre Mutter folgte ihm 1971. Sie wurde zunächst von ihrer Großmutter großgezogen, bis sie ihren Eltern 1975 nach Deutschland folgte. Sie wuchs von da an in Mannheim auf und machte 1991 ihr Abitur am katholischen Ursulinen-Gymnasium Mannheim. Von 1991 bis 1999 studierte sie Rechtswissenschaften an der Universität Mannheim und der Ruprecht-Karls-Universität Heidelberg, ohne jedoch einen Abschluss zu erreichen. Von 1999 bis 2005 studierte sie Politikwissenschaft (Hauptfach), Soziologie (Nebenfach) und Rechtswissenschaft (Nebenfach) mit Schwerpunkt Öffentliches Recht an der Universität Heidelberg. Dieses Studium schloss sie als Magistra Artium ab. Von 2005 bis 2006 leitete sie den Bürgermeisterwahlkampf von Hansjörg Höfer in Schriesheim. Von 2008 bis 2010 war sie in der Kommunikation und Projektleitung der umweltplus.karte tätig. Von 2010 bis 2022 war sie ehrenamtliche Richterin am Sozialgericht Mannheim. Von 2010 bis 2022 war sie Wahlkreisreferentin im Büro des baden-württembergischen Landtagsabgeordneten Uli Sckerl.

## Politik
Tuncer ist seit 2009 Mitglied der Partei Bündnis 90/Die Grünen. Ebenfalls seit 2009 ist sie Mitglied im Gemeinderat der Stadt Schriesheim und Mitglied im Kreistag des Rhein-Neckar-Kreises. Sie ist seit 2013 Kreisvorsitzende der Grünen im Kreisverband Neckar-Bergstraße und seit 2018 Ortsvorsitzende der Grünen in Schriesheim. Von 2019 bis 2024 war sie stellvertretende Bürgermeisterin von Schriesheim. Sie kandidierte bei der Bürgermeisterwahl in Schriesheim am 28. November 2021, unterlag jedoch Christoph Oeldorf.
Bei den Landtagswahlen in Baden-Württemberg 2016 und 2021 kandidierte Tuncer als Ersatzkandidatin von Uli Sckerl im Landtagswahlkreis Weinheim. Nach dessen Tod rückte sie am 21. Februar 2022 für ihn in den Landtag nach.

## Privates
Tuncer ist seit 1998 verheiratet, hat zwei Kinder und lebt in Schriesheim. Im Jahr 2000 legte sie die türkische Staatsbürgerschaft ab und nahm die deutsche Staatsangehörigkeit an.